# Gimenells i el Pla de la Font
Gimenells i el Pla de la Font es un municipio español de la provincia de Lérida, en la comarca del Segriá. Incluye los núcleos de Gimenells, el Pla de la Font y Santa María de Gimenells. Se formó en 1991 por segregación del municipio de Alpicat.

## Historia
Gimenells contaba con un pequeño núcleo de habitantes en la época previa a la invasión musulmana, aglutinado en torno a su castillo.
Sin embargo su historia moderna comienza en 1928, con la ubicación de la Obra Tutelar Agraria y la apertura de los primeros regadíos; en 1939, el Instituto Nacional de Colonización acomete su repoblación.
Durante la década de 1940, se instala el Centro Técnico que servirá de sede para desarrollar tareas de planificación agrícola.
En 1959 se funda la parroquia de Gimenells, eligiéndose como patrona a la Virgen del Rosario y como patrón a San Isidro. Ese mismo año, el Instituto Nacional de Colonización crea también la aldea de Pla de la Font.

## Geografía humana

### Demografía
Cuenta con una población de 1097 habitantes (INE 2024).
| Gráfica de evolución demográfica de Gimenells i el Pla de la Font entre 2001 y 2021 |
| |
| Población de derecho según los censos de población del INE Población de hecho según los censos de población del INEEntre el censo de 2001 y el anterior, aparece este municipio porque se segrega del municipio 25023 (Alpicat) |

En 1991, según Decreto 56/1991, de 25 de marzo, se crea el nuevo municipio, que se segrega del término municipal de Alpicat.

## Patrimonio

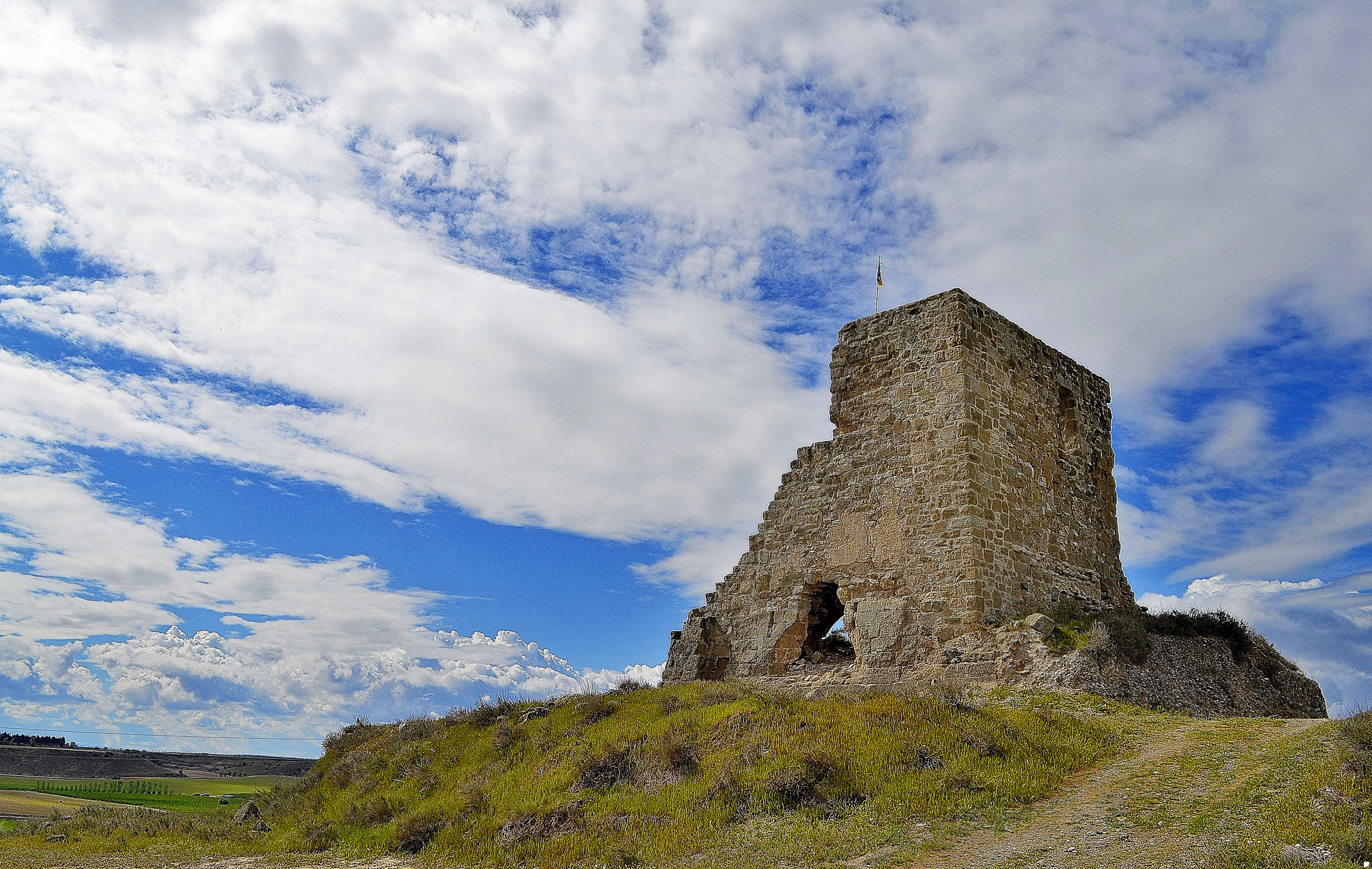
Restos del castillo de Gimenells

- Restos del Castillo de Gimenells.